# St. Regis Mohawk Reservation
St. Regis Mohawk Reservation è una riserva destinata agli indiani d'America Mohawk ed è sita nella Contea di Franklin, New York, Stati Uniti d'America. Nella lingua Mohawk, viene chiamata Akwesasne. La popolazione era di 2.699 unità al censimento del 2000. È adiacente alla riserva Akwesasne in Ontario e Québec e comprende le frazioni di Hogansburg e St. Regis.
St. Regis Mohawk Reservation ha una superficie totale di 54,30 km², di cui 49,20 km² è di terra e 5,10 km² (9,45%) è acqua ed è sita sul confine internazionale fra il Canada e gli Stati Uniti, lungo il fiume San Lorenzo.
Secondo i termini del "Jay Treaty" (1794), gli indiani Mohawks possono passare liberamente attraverso il confine internazionale. Questo particolare privilegio ha fatto sì che la riserva diventasse un centro di contrabbando di molte materie, fra le quali alcolici, tabacchi e stupefacenti. Altro privilegio consiste nel fatto che le vendite fatte all'interno della riserva non subiscono le tasse dello Stato di New York.
Nel 1980 venne introdotto il gioco d'azzardo; la riserva è quindi diventata sede dell'" Akwesasne Mohawk Casino" e del "Mohawk Bingo Palace".